# Mardoqueu
Mardoqueu (hebreu: מרדכי‎) és un personatge bíblic i un dels principals protagonistes del Llibre d'Ester, lligat a l'heroïna jueva que dona nom al llibre en qüestió.

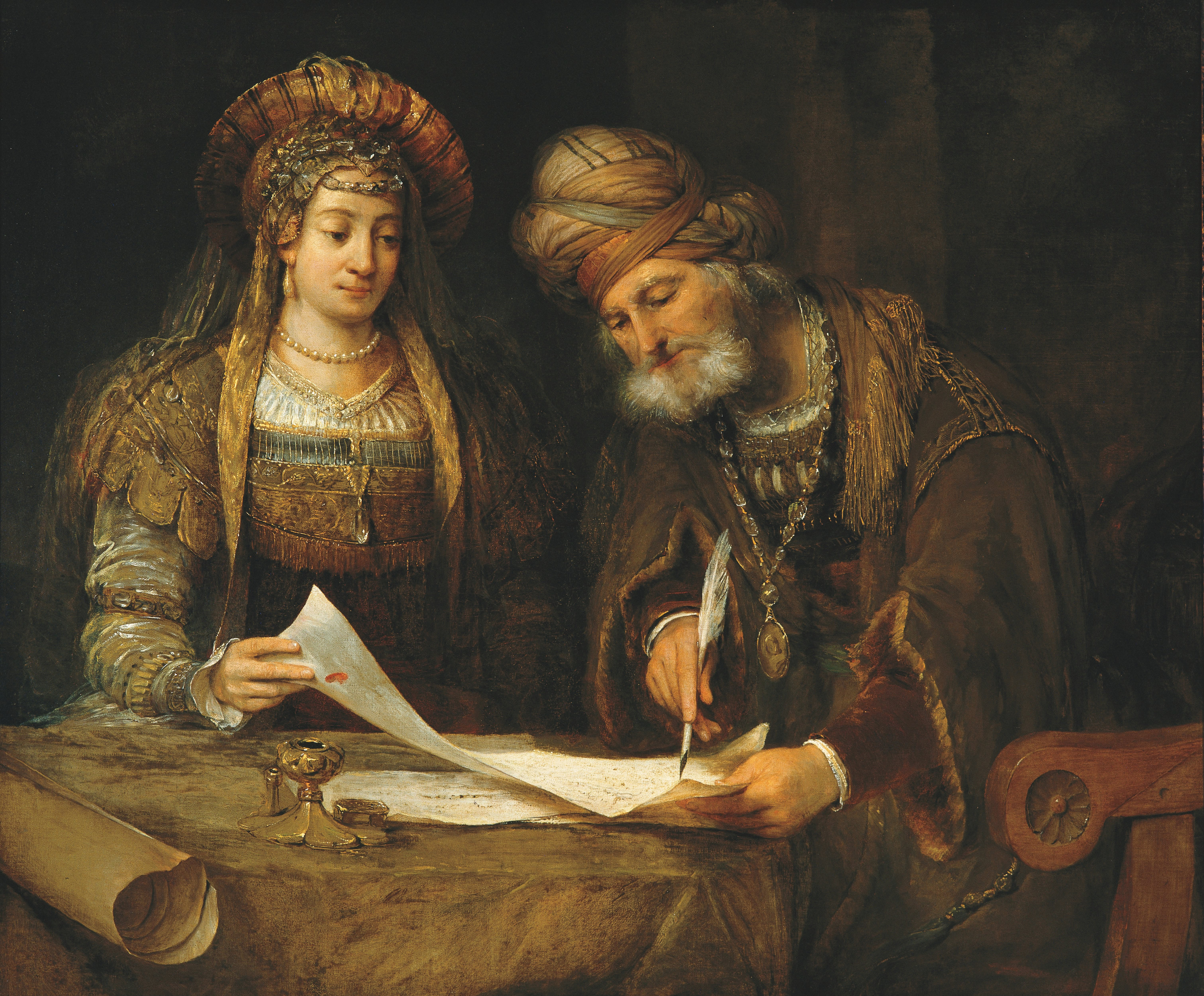
Ester i Mardoqueu escriuen les cartes als jueus, segle V a.Aert de Gelder, 1675. Col·lecció Hirsch, Argentina.

Mardoqueu va ser un home jueu entroncat en la genealogia de Benjamí i de Saül (fill de Jaïr, fill de Simí, fill de Quis). Mardoqueu era cosí d'Ester, i a més va esdevenir el seu pare adoptiu, en acollir-la i criar-la quan els seus pares van morir. Mardoqueu va evitar l'assassinat del rei Assuer, en anunciar a la reina Ester que uns dels seus homes intentaven alguna cosa contra el rei.
La seva figura renova la victòria de Saül sobre Agag, vencent als agaguites de Haman. Mardoqueu era cosí d'Ester i la va adoptar després de morir el seu pare. Es va fer càrrec d'ella com el seu pare, fins que els encarregats del rei van arribar per cercar una nova reina. Entre les noies més maques de Pèrsia estava Ester. Des que va arribar a palau, les donzelles la van tractar amb molta cura, i després d'un any, Ester va ser presentada davant el rei Assuer.
El llibre bíblic d'Ester presenta aleshores la conspiració de Haman, "el fill de Hamedata l'agaguita", qui va voler matar a Mardoqueu penjant-lo en una fusta de turment. Tanmateix, la bella Ester va acusar Haman, i el Rei Assuer el va fer penjar en aquella mateixa fusta.